# Дейви (окръг, Северна Каролина)
Окръг Дейви (на английски: Davie County) е окръг в щата Северна Каролина, Съединени американски щати. Площта му е 692 km², а населението – 42 013 души (2016). Административен център е град Моксвил.